# Scotoleon minusculus
Scotoleon minusculus is een insect uit de familie van de mierenleeuwen (Myrmeleontidae), die tot de orde netvleugeligen (Neuroptera) behoort. 
Scotoleon minusculus is voor het eerst wetenschappelijk beschreven door Banks in 1898.